# Victorio Victorino Dueñas
Victorio Victorino Dueñas Outrani (n. 23 de mayo de 1821, San Juan Bautista, Tabasco, Nueva España, Imperio Español, - 25 de mayo de 1885, Jalpa de Méndez, Tabasco, México). Fue un político mexicano que nació el 23 de mayo de 1821 en la ciudad de San Juan Bautista, (hoy Villahermosa) capital del estado mexicano de Tabasco. Fue gobernador del estado en cinco ocasiones, en su cuarto período, tuvo que hacer frente al ejército francés durante la intervención francesa en Tabasco en 1863.

## Gobernador de Tabasco
Siendo gobernador del estado José Justo Álvarez Valenzuela, fue el encargado de jurar la Constitución de la República en 1857 y el 5 de abril de ese año se realizaron elecciones en Tabasco, compitiendo por un lado Justo Santa Anna, quien insistía en volver a ocupar la gubernatura y que esgrimía la bandera democrática, federalista y liberal, aglutinando a una parte considerable de la población del estado y apoyado por liberales de reconocida trayectoria; y por el otro lado, estaba Victorio Victorino Dueñas, un rico propietario educado en el extranjero, apoyado por los conservadores, militares y antiguos seguidores de Antonio López de Santa Anna, contando entre sus adeptos a españoles y extranjeros radicados en la entidad, y quien dejaría huella en Tabasco a causa de la inestabilidad de su carácter.

### Primer período
Después de una votación muy reñida, resultó triunfador Don Victorio V. Dueñas, quien asumió el cargo el 24 de junio de 1857. Inició su gestión adoptando una política de reconciliación para ganarse el apoyo de toda la población. Uno de sus primeros actos fue la expedición de la cuarta Constitución política de Tabasco, sancionada el 15 de septiembre de 1857. También, durante una de las muchas epidemias de cólera que azotó al estado, dispuso la repartición gratuita de carne fresca para neutralizar los efectos de la enfermedad. Además reorganizó la guardia nacional en cuatro batallones, dos compañías de caballería, dos de artillería, dos de zapadoras, creó el Batallón "Leales de Tabasco", compuesto por ocho compañías, y organizó la compañía de caballería denominada "Lanceros de Tabasco".
Victorio V. Dueñas, se anexó al Plan de Tacubaya encabezado por Félix Zuloaga, y convenció a los Diputados tabasqueños de la conveniencia de disolver el Congreso local y anular la Constitución. Así, el Congreso estatal fue disuelto el 30 de diciembre de 1857. La renuncia del presidente Ignacio Comonfort y la llegada de Benito Juárez a la presidencia, desencadenaron una lucha entre liberales y conservadores conocida como Guerra de Reforma, que enfrentó al país durante tres años.
En Tabasco, en enero de 1858, se suscitaron los primeros levantamientos encaminados a derrocar al gobernador Dueñas. Lino Merino se alzó en armas en Tacotalpa, en contra del gobernador Victorio V. Dueñas y en favor de restablecer la constitución de 1857 y proponiendo a Justo Santa Anna como gobernador del estado. En la capital del estado, el comandante militar Francisco Velázquez se levantaba en contra del gobernador. Dueñas se negó a entregar el poder al comandante general, quien en represalia lo tomó prisionero y se autonombró gobernador del estado el 26 de marzo de 1858.
Desde su confinamiento, Dueñas ordenó al general Olave, que avanzara sobre San Juan Bautista, lo que le permitió a Dueñas escapar hacia Tamulté de las Barrancas, desde donde dirigía los ataques sobre la capital del estado. De esta manera, Tabasco tuvo dos gobernadores, Francisco Velázquez en la capital del estado San Juan Bautista, que reconocía a Félix Zuloaga, y el de Victorio V. Dueñas en Tamulté de las Barrancas que apoyaba a Benito Juárez. Ante esta situación, Francisco Velázquez enfermó y fue conducido a Guadalupe de la Frontera, mientras que el doctor Simón Sarlat García asumía interinamente el gobierno el 29 de marzo de ese año.

### Segundo período
Simón Sarlat García fortificó la ciudad de San Juan Bautista y reunió algunos hombres para defender la capital. En esta lucha se enfrentaban por un lado los conservadores agrupados en San Juan Bautista, dispuestos a combatir por los principios del Plan de Tacubaya encabezados por Simón Sarlat García. Por el otro, se hallaban liberales puros y moderados encabezados por Lino Merino, y Victorio V. Dueñas respectivamente, ambos grupos con discrepancias sobre quien debería de ocupar el cargo de gobernador. Estas discrepancias llevarían a la unión de Lino Merino y Pantaleón Domínguez, quienes a principios de abril, hacen prisionero a Dueñas y marchan sobre la capital del estado, para derrocar a Sarlat.
Posteriormente Dueñas es liberado y se refugia en Jalpa, donde se entera de que el presidente Benito Juárez había desembarcado en puerto de Veracruz estableciendo ahí su gobierno, por lo que se comunicó con él, solicitándole su autorización para proseguir con su campaña. Benito Juárez lo confirmó en su puesto y le comunicó que los estados de Campeche, Veracruz y Chiapas le suministrarían apoyos.
El gobernador chiapaneco Ángel Albino Corzo encabezó un regimiento de fuerzas chiapanecas quienes llegaron a Teapa el 30 de septiembre, uniéndose a las de Dueñas, iniciando ambas fuerzas el ataque sobre la capital del estado. El 7 de noviembre, el gobernador Simón Sarlat García, se rendía y firmaba los convenios correspondientes para entregar la plaza.
Victorio V. Dueñas entraba triunfante a San Juan Bautista con el cargo de gobernador Constitucional el 8 de noviembre de 1858, mientras que Simón Sarlat García salía poco después rumbo a Yucatán, y a finales de año, Ángel Albino Corzo partía a Chiapas.
Dentro de las obras más notables realizadas en esta época, destaca la inauguración del mercado público de la ciudad, el 16 de septiembre de 1859, así como también la construcción del tercer rastro de la ciudad en septiembre de 1860.
El 15 de marzo de 1860, en reciprocidad al apoyo proporcionado por Benito Juárez, Dueñas envió a Veracruz una fuerza expedicionaria conocida como la "Sección Tabasco" en auxilio de Benito Juárez y su gobierno, asediados por Miramón.
Con la finalidad de participar en las próximas elecciones para gobernador, Dueñas dejó el cargo el 22 de noviembre, quedando en su lugar José Encarnación Prats.

### Tercer período
Después de triunfar en las elecciones, don Victorio Victorino Dueñas inició su tercer período como gobernador del estado el 1 de enero de 1861.
Gracias a las gestiones realizadas en 1861 por el gobernador Victorio Victorino Dueñas, ante el presidente de la República, Licenciado Benito Juárez García, para crear un centro de enseñanza profesional en Tabasco, el presidente Juárez autorizó una partida presupuestal por $52.000.00 con lo que se creó en 1879 el Instituto Juárez primer centro de estudios superiores en Tabasco.

### Cuarto período
Don Victorio V. Dueñas, retoma el gobierno el 2 de diciembre de 1861, seis meses después de haberlo dejado en manos del vicepresidente Felipe J. Serra, siendo este un período tranquilo para Tabasco.
Sin embargo esa paz sería rota en 1863 cuando los franceses invaden Tabasco. El departamento de Isla del Carmen, fue de los primeros en unirse a los franceses, el jefe político de ese puerto, apoyado por el comandante del buque francés L'Eclair fue el encargado de invitar al gobernador de Tabasco Victorio Victorino Dueñas de unirse a los intervencionistas y en caso de no hacerlo, lo amenazó con un bloqueo naval. Dueñas respondió que Tabasco respondería en caso de ser invadido y ordenó preparar la defensa. El Congreso del Estado, protestó contra la invasión y reformó la Constitución Política del Estado, a fin de que toda la población pudiera ejercer sus derechos y ser incorporada al servicio militar. Y se decidió dar vigencia al decreto del 30 de noviembre de 1861 que indicaba:

"Se autoriza al ejecutivo a empeñar el crédito del estado, para procurarse los recursos necesarios para la guerra, a disponer de la Guardia Nacional, levantar nuevos cuerpos, y a trasladar su residencia al punto que juzgara conveniente"

Los franceses invadieron Jonuta el 20 de febrero y Frontera el 15 de marzo. De esta manera, el 18 de junio de ese mismo año, los franceses a cuyo mando iba Eduardo González Arévalo, amanecieron frente a la capital del estado San Juan Bautista, iniciando un fuerte bombardeo y desembarcando con 150 hombres. Se estableció una línea de defensa desde la plazuela de "Ruiz" hasta el arroyo "El Jícaro", el bombardeo fue tan intenso que obligó al repliegue de los defensores hacia las afueras de la ciudad. Ante esto, el enemigo pudo ocupar la capital del estado haciendo huir a las autoridades tabasqueñas, Gregorio Méndez y Andrés Sánchez Magallanes se refugian en la Chontalpa, mientras que el gobernador del estado Victorio Victorino Dueñas y demás autoridades se trasladaron a la Sierra nombrando a la villa de Tacotalpa capital provisional de Tabasco.
Mientras tanto en la capital del estado, Eduardo González Arévalo se hizo cargo del gobierno en nombre de la Regencia, existiendo entonces nuevamente dos gobernadores en la entidad.
El gobernador Victorio V. Dueñas, convocó a una junta el 22 de julio de 1863, en la que expuso la difícil situación por la que atravesaban las fuerzas tabasqueñas, que al enterarse de que el 10 de junio el ejército invasor había entrado en la Ciudad de México, cayó en el desánimo y comenzó a sufrir deserciones. Por lo anterior, el gobernador Dueñas hizo entrega del gobierno a Felipe J. Serra y partió a solicitar apoyos a los estados de Chiapas y Oaxaca, quienes no pudieron ayudarlo, regresando al estado con las manos vacías, retirándose a su finca privada.

### Quinto período
En 1867, se realizaron elecciones, resultando vencedor Felipe J. Serra, sin embargo, pretextando que las elecciones habían sido manipuladas, Victorio V. Dueñas y Eusebio Castillo, se sublevaron en contra del gobernador Serra, obligándolo a renunciar el 19 de julio de 1871, por lo que el congreso del Estado bajo el control de los diputados del "bloque progresista" se vio forzado a nombrar a Victorio V. Dueñas gobernador interino, pero renunció cinco días después, al enterarse de la llegada de las fuerzas enviadas por el presidente Benito Juárez para restablecer el orden, como la gubernatura estaba acéfala, el Congreso nombró gobernador interino a Ignacio Vado Ruz quien convocó a nuevas elecciones.
En septiembre de 1871 se realizaron las nuevas elecciones, resultando vencedor Victorio V. Dueñas, quien tomó posesión como Gobernador Constitucional el 1 de enero de 1872, terminando su gestión el 31 de diciembre de 1875. Durante este período tuvo que enfrentar unas sublevación, ya que en 1872 se registró la segunda guerra entre radicales y progresistas al alzarse Pedro Sánchez Magallanes en Cárdenas, y otros en Frontera, Huimanguillo, Jalapa y Tacotalpa, pero logró derrotarlos.

## Fallecimiento
Victorio V. Dueñas falleció en su finca privada en Jalpa de Méndez, Tabasco, el 25 de mayo de 1885. El Congreso del Estado lo nombró "Benemérito de Tabasco"